# Teratología

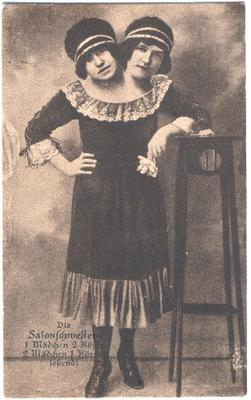
Las hermanas Salón, con dos cabezas en un mismo cuerpo.

La teratología es la disciplina científica, dentro de la zoología, que estudia a las criaturas anormales, es decir, aquellos individuos naturales en una especie que no responden al patrón común.
El término proviene del griego antiguo, θερατος theratos, que significa monstruo, y de λογία logía que significa estudio o tratado. Es, pues, la ciencia que estudia las malformaciones congénitas o mutaciones, ya sean inviables (abortos) o viables.
Las malformaciones o anomalías congénitas suelen desarrollarse en etapa embrionaria, por lo que la teratología exige importantes conocimientos de embriología. Se excluyen para algunos casos las malformaciones posteriores al nacimiento o realizadas por fuente externa antes de que ocurra y causadas por traumatismos. Entre los artrópodos suelen considerarse hemiterias (semimonstruos) e incluirse en la teratología, pero en el caso de los animales vertebrados se utiliza el término "lesión", así como para daños producidos por afecciones bacterianas o virales que se establecen una vez ya se ha formado el órgano dañado. Por ejemplo, un animal puede nacer con hepatitis, y su hígado presentar las lesiones características. Se hablará entonces de una "enfermedad fetal" o una "lesión fetal". 
Se denominan teratógenos aquellos agentes que pueden inducir o aumentar la incidencia de las malformaciones congénitas cuando se administran o actúan en un animal preñado durante su organogénesis. Las muertes intrauterinas y las reabsorciones no siempre son incluidas como efectos teratológicos. 
El desarrollo del semen junto con el fetal pueden ser alterados por diferentes factores externos (radiaciones, calor, sustancias tóxicas, virus) o internos (alteraciones genéticas o cromosómicas). También los defectos congénitos pueden ser el resultado de los dos conjuntos de factores relacionados: el acervo génico (genoma) y los factores ambientales.

## Alteraciones genéticas
La teratología puede ser inducida, entre otros factores, por la genotoxicidad. Las alteraciones pueden afectar a un gen (malformaciones congénitas de origen genético), o varios genes (malformaciones congénitas poligénicas), o a los cromosomas (malformaciones congénitas de origen cromosómico). Las propiedades de una proteína dependen de la cantidad, calidad y ordenamiento de los aminoácidos que la constituyen. El orden de los aminoácidos en la molécula de proteína está determinado por los tripletes de bases en el gen correspondiente. Muchos aminoácidos pueden ser codificados por más de un triplete del ADN. Cada base puede ser sustituida por cualquiera de las otras tres pudiendo ocurrir que:
La sustitución determine la aparición de un triplete distinto al original, pero que se corresponde con el mismo aminoácido. En este caso la proteína mantendrá su secuencia normal de aminoácidos y la modificación del genoma no se hará evidente. 
La sustitución de una base determina la aparición de un triplete que codifica un aminoácido distinto. La incorporación de ese nuevo aminoácido en la molécula proteica puede no alterar sus propiedades o bien determinar su comportamiento anormal. Puede ocurrir que la sustitución de una sola base convierta al triplete que normalmente se corresponde con un aminoácido, en un "triplete de terminación". En este caso, la molécula proteica codificada por el gen alterado se transcribirá únicamente hasta el lugar en que se ha formado el triplete de terminación anormal.
También existen errores congénitos del metabolismo: hay muchas alteraciones ocasionadas en la presencia de anomalías enzimáticas de origen genético. Todas se originan en la presencia de un gen anormal, que determina una falla en la síntesis enzimática. Una de las alteraciones más comunes es la acumulación de una sustancia que normalmente es degradada por una enzima, o la ausencia de un producto por anormalidades en la enzima que cataliza su síntesis. La actividad enzimática depende de distintos factores, entre ellos su estructura tridimensional, condicionada por la distribución de aminoácidos a lo largo de la molécula.
Las anomalías por causas genéticas han pasado a ocupar la atención de los veterinarios en los criaderos ante la disminución de las enfermedades infecciosas, parasitarias y nutricionales debido a los manejos y diagnósticos adecuados.

## Mutaciones
Las anomalías genéticas aparecen como resultado del proceso de mutación, esto es, un cambio en la secuencia de bases del ADN que puede determinar una modificación en los caracteres de un organismo y, si la alteración afecta al ADN de las células germinales, puede transmitirse a la descendencia. Existen distintas formas moleculares de las mutaciones, entre las que cabe mencionar:
- El reemplazo de una base por otra.
- La deleción de una porción de ADN.
- La inversión de una porción del mismo.
- La inserción de nuevas bases.

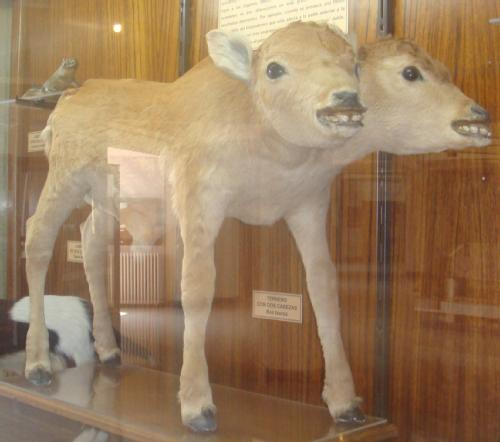
Ternera con una mutación que le ha causado bicefalia.

La causa fundamental en la producción de mutaciones son las radiaciones ionizantes, pero también muchas sustancias químicas son capaces de producirlas, como también agentes biológicos.
Un gen cuya presencia determina la muerte del organismo, en una etapa temprana o tardía de su desarrollo, se denomina gen letal.
En cuanto a las malformaciones congénitas de origen cromosómico, cada cromosoma está formado por numerosos genes y, como vimos, la simple sustitución de una base en un gen puede tener efectos nocivos. La alteración de todo un cromosoma puede ser letal o causante de anomalías severas. Las alteraciones cromosómicas pueden clasificarse en:
1. Alteraciones en el número de cromosomas
2. Modificaciones en la estructura
3. Mosaicos cromosómicos y quimeras.

Las alteraciones numéricas de los cromosomas pueden implicar a los autosomas o a los cromosomas sexuales. En cuanto a las alteraciones en el número de los autosomas, al fracasar la separación de los cromosomas homólogos durante la meiosis origina gametos, y por lo tanto, cigotos, con cromosomas de más o de menos. Los organismos con un cromosoma de más se denominan trisómicos y aquellos donde falta un cromosoma se llaman monosómicos. Puede suceder que fracase la separación de un grupo completo de cromosomas, originándose una gameta con el doble del número normal de cromosomas. Si tal gameta se une con otra que contenga el número normal de cromosomas, el embrión resultante tendrá tres grupos de cromosomas homólogos en lugar de dos, denominándoselo triploide. Si se unen dos gametas con el doble del número normal de cromosomas, el embrión resultante será un tetraploide (cuatro grupos de cromosomas homólogos). Estos casos donde existen uno o más grupos adicionales de cromosomas, se conocen con el nombre de poliploides. Cuando la falta de disyunción afecta a los cromosomas sexuales, podemos encontrarnos con machos cuya fórmula cromosómica sea "el número normal de autosomas XXY", en cuyo caso serán estériles o con hembras con "el número normal de autosomas X0" o "el número normal de autosomas XXX". En ambos casos se trata de individuos generalmente estériles. 
Por lo que toca a las modificaciones estructurales, las anormalidades pueden producirse durante los movimientos y cambios que sufren los cromosomas durante la meiosis. Puede ocurrir la ruptura y pérdida de una porción del cromosoma, denominada deleción. Las deleciones son así, alteraciones que consisten en la eliminación de segmentos más o menos grandes de un cromosoma. Puede ocurrir también que se duplique un segmento de un cromosoma y, por consiguiente, exista duplicación de los genes que contiene, o se puede invertir un segmento, alterando el orden de los nucleótidos. Las translocaciones consisten en la unión de un cromosoma o de parte del mismo, a otro cromosoma. En muchos casos la presencia de una translocación no produce anomalías fenotípicas en un organismo, si la cantidad de material genético sigue siendo la misma. Estos casos se denominan "translocaciones balanceadas". Si el individuo tiene translocaciones cromosómicas en las células germinales, existe la posibilidad de que alguno de sus descendientes tengan una trisomía del cromosoma traslocado. Durante la formación de las células germinales por meiosis existen dos posibilidades. Una es que el cromosoma normal se localice en una de las gametas y el traslocado en otra. La otra posibilidad es que el cromosoma normal y el traslocado vayan a la misma gameta, originándose después de la fecundación una trisomía.
Existen individuos cuyas células no tienen todas la misma constitución cromosómica, a estos casos se los denomina mosaicos cromosómicos. Un ejemplo de individuos mosaicos se genera cuando durante la primera segmentación embrionaria se produce una falta de disyunción. Los dos blastómeros resultantes presentan distinto número de cromosomas, dándose lugar a dos linajes o líneas celulares diferentes.
Los mecanismos que producen anomalías cromosómicas pueden ejercerse en cualquiera de las dos divisiones que conforman la meiosis. Puede ocurrir una falla en la separación de los cromosomas homólogos, resultando anormal la distribución de los mismos entre las células hijas. Esta anormalidad se denomina "no-disyunción" o "no-separación". Por ejemplo, si se produce no-disyunción en un cromosoma durante la espermatogénesis, el resultado final será la producción de dos espermatozoides que carecen de ese cromosoma y dos que lo contienen por partida doble. Si uno de los espermatozoides que posee el cromosoma excedente fecunda a un ovocito normal, la cigota resultante será trisómica.

## Anomalías cromosómicas
Las anomalías cromosómicas que ocurren después de la fecundación tienen una elevada probabilidad de originar individuos con un mosaico cromosómico. La falta de separación de cromosomas puede ocurrir en cualquiera de las divisiones mitóticas, por ejemplo durante la segmentación. Es improbable que la anomalía ocurra en todas las células embrionarias o blastómeros. Si afecta a algunas de ellas, pueden originarse tres líneas celulares distintas: las normales, las trisómicas y las monosómicas. En muchos casos estas no son capaces de sobrevivir, por lo que el embrión resulta ser un mosaico conformado por células normales y trisómicas.
Las quimeras son embriones resultantes de la fusión de dos embriones de constitución cromosómica distinta. Experimentalmente se ha logrado la fusión de blastocistos de mamíferos. Estos embriones logran desarrollarse normalmente, aunque si uno de los componentes es XX y el otro XY se presentan cuadros de intersexualidad.
En los terneros normales la identificación cromosómica de las hembras es 60XX y de los machos 60 XY. Pero en algunas hembras, llamadas freemartin se encuentra una mezcla de 60XX en algunas células y 60XY en otras. Estos casos se han observado en hembras mellizas de un macho cuando se han fusionado sus circulaciones placentarias. También se supone que, en caso de gestación única, ocurrió fusión de embriones tempranos. Este tipo de quimeras se han observado también en cerdos, cabras y ovejas.
Las causas de anomalías cromosómicas son varias:
- Se ha establecido una correlación entre la edad de la madre en el momento de la concepción y la aparición de algunas anomalías cromosómicas. En el caso de la especie humana se han observado trisomías de los pares autosómicos 13 y 18 y de los cromosomas sexuales en gametas o embriones de individuos mayores de 40 años.
- La irradiación del organismo es otra causal de anomalías cromosómicas. Experimentalmente, se han irradiado células in vitro durante la etapa G1 del ciclo y las mismas han desarrollado anomalías al llegar a la fase M, es decir, cuando se dividen. Se supone que estas anomalías reflejan alteraciones físico-químicas en los cromosomas, que impedirían su separación normal durante la mitosis.
- Las sustancias químicas que interfieren en la síntesis de ADN y alteran su estructura producen también anomalías cromosómicas.
- Los virus son capaces de provocar rupturas de cromosomas.

En cuanto a las causas ambientales de malformaciones congénitas, se indicó anteriormente que las mutaciones pueden producirse espontáneamente o bien ser inducidas. En este último caso, los agentes que provocan mutaciones se denominan mutágenos y se clasifican en:
- A) Agentes de tipo físico, como las radiaciones alfa, beta, gamma, X, ultravioleta, etc. Los cuales producen rupturas o lesiones cromosómicas.
- B) Agentes de tipo químico, como algunas sustancias del humo del cigarrillo, drogas y componentes vegetales.
- C) Agentes de tipo biológico, como ciertos virus que afectan al material genético de la célula a la que parasitan.
- D) Agentes nutricionales y metabólicos.
- E) Reacciones de autoinmunidad.
- F) Factores asociados a la edad materna.

Entre los agentes teratogénicos ambientales, las radiaciones ionizantes se clasifican en dos categorías.
1. Las ondas electromagnéticas (radiaciones gamma y rayos X).
2. Las corpusculares (radiaciones alfa, los neutrones y las radiaciones beta).

Se las denomina ionizantes porque, al actuar sobre la materia, producen impactos en los átomos que la constituyen, expulsando de los mismos protones o electrones, alterando así el balance de cargas que normalmente mantiene a los átomos en un estado de neutralidad eléctrica. Cuando una radiación altera alguno de los átomos que constituyen una molécula proteica, determina su ionización y la molécula se vuelve extraña para la célula. Los efectos nocivos dependen de la cantidad de radiación recibida. Si es baja, probablemente afectará a pocas proteínas y la célula pondrá en acción mecanismos reparadores, siendo el daño reversible. Existe así un "umbral" que deberá ser sobrepasado para que el daño sea irreversible. Otro tipo de molécula para cuya alteración no existe un umbral es el ácido desoxirribonucleico (ADN). Si el impacto de la radiación provoca la ruptura en un cierto lugar de la molécula, esta puede, en ciertos casos, repararse completamente. Pero esa reparación puede producirse de manera errónea. Por ejemplo, que las dos hélices se unan entre sí de manera cruzada, alterándose el código genético, lo que implicará una alteración en la proteína codificada por ese segmento. Toda alteración en el código lleva a la aparición de genes anormales.
La tríada clásica de las anomalías por radiación en los animales domésticos incluye: 
1. retardo del crecimiento intra o extrauterino.
2. muerte embrionaria, fetal o neonatal.
3. malformaciones congénitas. El sistema nervioso central es la estructura más afectada en los mamíferos.

Entre los agentes teratogénicos ambientales, los agentes químicos constituyen el grupo de teratógenos potenciales más amplios, tanto como agentes terapéuticos como ambientales. En general, las dosis terapéuticas no ocasionan alteraciones. La exposición a sustancias tóxicas como el selenio, la toxina tetánica, las sulfonamidas (antibióticos), producen aumento de anomalías congénitas. Existen vegetales que, al ser consumidos por hembras gestantes, producen anomalías. Por ejemplo el Veratrum californicum produce malformaciones craneales y cerebrales. En bovinos se han observado crías nacidas con deformidades de la columna vertebral y de las articulaciones del carpo y del tarso como consecuencia del consumo de cicuta (Conium maculatum) por sus madres entre los días 55 y 75 de gestación.
Entre los agentes teratogénicos ambientales, los infecciosos conocidos como virus son los más importantes. Los virus pueden afectar a las células de dos maneras distintas. Por una parte, pueden proliferar dentro de las células produciendo su ulterior ruptura y, por otra, incorporar su información genética, determinando la síntesis intracelular de proteínas que conducen a una alteración del metabolismo. Un requisito para que los embriones resulten afectados por los virus es que en la madre se produzca una "viremia", es decir una generalización de la infección por virus. Existen casos donde los virus no provocan alteraciones en la madre y, sin embargo, afectan gravemente al embrión. La determinación del origen viral de una alteración en los embriones puede hacerse únicamente mediante aislamiento del virus de los tejidos embrionarios o por medio de estudios serológicos. Otro tipo de infecciones son las parasitarias. El caso más conocido es el de la toxoplasmosis. Este parásito ocasiona, al afectar a mujeres embarazadas, casos de retardo mental.
Entre los factores teratogénicos ambientales, los nutricionales y endocrinos son importantes. La nutrición materna tiene un señalado efecto sobre el desarrollo prenatal. La carencia de vitamina A (avitaminosis A), genera labio leporino, defectos oculares, cardiovasculares, urinarios y genitales en cerdo, ratas y conejos. La hipervitaminosis A, produce malformaciones en hámster, conejo, cobayo, rata, ratón y cerdo. La deficiencia de vitamina D ocasiona alteraciones esqueléticas y anormalidades dentarias.
La carencia de yodo en la dieta causa "cretinismo". La glándula tiroides comienza a acumular yodo hacia mediados de la gestación. Ese mineral llega al embrión a través de la placenta y, si su concentración es baja en la sangre materna por carencia nutricional, también será deficiente en el embrión. Esto ocasiona carencia de producción de hormonas tiroideas que determinan retardo mental y enanismo.
Muchas alteraciones en el desarrollo se encuadran dentro de las denominadas "malformaciones de causa multifactorial". Esta denominación indica que no es un único gen o un cromosoma alterados los responsables de su aparición, sino la acción conjunta de varios genes diferentes sobre los que actúan factores ambientales desencadenantes.

## Otros factores relacionados
Entre otros factores, se encuentran los ambientales, la temperatura ambiental es también notable. La hipertermia en los animales domésticos preñados es causa de anomalías del sistema nervioso central y del ojo. Entre las causas ambientales que conllevan hipertermia está el encerrar a una hembra preñada en un auto expuesto al sol. Las enfermedades febriles durante la preñez también constituyen un riesgo de embriotoxicidad. La hipotermia experimental en ratas, ratones y hámsteres gestantes ocasiona defectos en el sistema nervioso central y el desarrollo esquelético.
Por último, la contaminación ambiental producida por los residuos resultantes de procedimientos industriales, acumulación de productos de combustión, uso indiscriminado de plaguicidas, etc., se está constituyendo en uno de los problemas principales para todas las especies. Si bien no se han determinado, a causa de las presiones de la superestructura económica de esta sociedad, para la mayoría de los agentes contaminantes un efecto teratogénico, no es ilógico suponer que lo tengan.